# ترنس كروفورد
ترنس كروفورد (بالإنجليزية: Terence Crawford)‏ مواليد 28 سبتمبر 1987 في أوماها، الولايات المتحدة، هو ملاكم أمريكي يصنف ضمن فئة وزن خفيف الوسط. فاز بجائزة شوجار ري روبنسون.

## إحصائيات
خاض خلال مسيرته 27 نزالا، فاز في 27 ولم يخسر. فاز بالضربة القاضية في 19 نزالا.

## روابط خارجية
- ترنس كروفورد على موقع بوكس ريك (الإنجليزية) (registration required)